# 綿井健陽

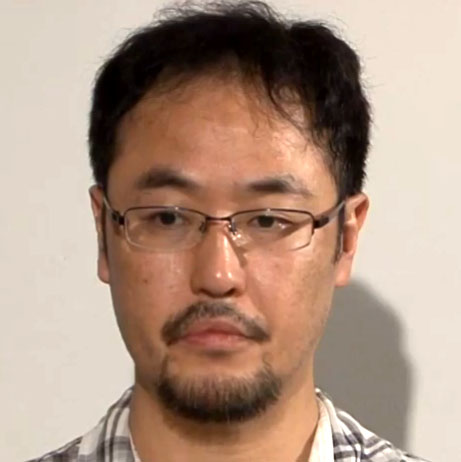
2014年撮影

綿井 健陽（わたい たけはる、1971年 - ） は、日本のフリージャーナリスト、映画監督。アジアプレス・インターナショナル所属。

## 人物
主たる取材テーマは戦争被害・人権であり、イラク戦争報道により、「ロカルノ国際映画祭」人権部門・最優秀賞を受賞、2003年度「ボーン・上田記念国際記者賞」特別賞、2003年度「ギャラクシー賞」報道活動部門、2005年「JCJ（日本ジャーナリスト会議）賞」大賞などを受賞。日本ビジュアル・ジャーナリスト協会、アジアプレス・インターナショナル、アジア記者クラブ会員。大阪府出身。

## 略歴
日本大学芸術学部卒業。大手新聞社に採用されず、本田技研工業埼玉製作所狭山工場の期間工として働き、資金を貯め、1997年よりフリージャーナリストとして活動を始める。現在までに、スリランカ民族紛争、パプアニューギニア津波被害、スーダン飢餓、東ティモール独立紛争、インドネシア紛争、アフガニスタン侵攻、イラク戦争、光市母子殺害事件を取材。

### イラク戦争
米軍によるイラク侵攻では、大手メディアが撤退する中、現地から報道。ニュースステーションやNEWS23でレポートを行った。2003年から2005年にかけ何回か現地取材している。また、イラクでの取材をまとめたドキュメンタリー映画「Little Birds～イラク 戦火の家族たち」を制作し、日本・米国で公開された。同映画で「ロカルノ国際映画祭」人権部門・最優秀賞を受賞する。

## 著書
- 『リトルバーズ 戦火のバグダッドから』（晶文社、2005年）

### 共著
- 『アジアの傷 アジアの癒し』（風媒社、2000年）
- 『「イラク戦争」 検証と展望 』（岩波書店、2003年）
- 『ジャーナリズムの条件2 報道不信の構造』（岩波書店、2005年）
- 『フォトジャーナリスト13人の眼』（集英社新書、2005年）
- 『光市事件裁判を考える』（現代人文社、2008年）

## 出演

### テレビ
- 『課外授業 ようこそ先輩』
- 『NEWS23』
- 『ニュースステーション』
- 『報道ステーション』

### ネット番組
- 『ポリタスTV』（YouTube、2022年4月14日）

## 映画作品
- 『Little Birds -イラク戦火の家族たち-』
- 『311』（森達也、松林要樹、安岡卓治と共同監督）
- 『イラク チグリスに浮かぶ平和』(2014)